# Earthrise
Earthrise (literalment: Sortida de la Terra) és una fotografia de la Terra presa per l'astronauta William Anders, el 24 de desembre de 1968, des del mòdul de comandament i servei de l'Apollo 8, la primera missió espacial tripulada. Aquesta va ser la segona fotografia de la Terra (i la primera, en color), que es va obtenir des de l'espai exterior. La imatge d'Anders havia estat precedida per una imatge en blanc i negre presa, el 1966, per la sonda robòtica Lunar Orbiter 1, la primera nau espacial estatunidenca a orbitar la Lluna.
L'Apollo 8 va fer 10 voltes al voltant de la Lluna en 20 hores. En la quarta volta, el comandant de la nau, Frank Borman, va ordenar una maniobra tal que la nau va quedar orientada cap a la Terra i es va poder observar el planeta. Aquest va ser el moment en què es va fer la fotografia, la qual mostra la vista de la Terra que tindria un hipotètic observador situat a la Lluna. Després d'Earthrise, el 1990, es va obtenir la tercera fotografia històrica de la Terra, Un punt blau pàlid, aquesta vegada, presa per la sonda espacial Voyager I.
Les primeres imatges de la Terra van suposar un canvi radical en la idea que la humanitat havia tingut, fins aleshores, de si mateixa i de la seva suposada importància en l'Univers, una visió esbiaixada i antropocèntrica.